# José Seguí Cardona
José Seguí Cardona (Daimús, 1 de setembre de 1970), més conegut com a Gorxa, és un pilotaire valencià, rest en la modalitat de raspall.
Va ser homenatjat pel seu poble natal durant les festes de 2012 i 2013, quan es va posar el seu nom al carrer de la pilota de Daimús.
| A.   | campionat                                    | res.   | mitger    | punter      | adversaris               |  |
| ---- | -------------------------------------------- | ------ | --------- | ----------- | ------------------------ |  |
| 2008 | Trofeu Mancomunitat de municipis de la Safor | campió | Coeter II | Leandro III | Loripet, Agustí i Vilare |  |

- Campió de l'Individual de Raspall: 1997, 1999[4] i 2001
  - Subcampió de l'Individual: 1998
- Campió per equips de raspall: 2008[5]
  - Subcampió per equips: 1994, 2004 i 2009[6][7]